# Days of the Bagnold Summer
Days of the Bagnold Summer es una película británica de comedia dramática y coming-of-age de 2019 dirigida por Simon Bird, protagonizada por Monica Dolan, Earl Cave, Rob Brydon, Tamsin Greig y Tim Key, con una banda sonora de Belle and Sebastian. La película se basó en la novela gráfica de 2012 del mismo nombre de Joff Winterhart, adaptada para la pantalla por la esposa de Bird, Lisa Owens.
La película se estrenó en el Festival de Cine de Locarno 2019.

## Reparto
- Monica Dolan como Sue Bagnold
- Earl Cave como Daniel
- Tamsin Greig como Astrid
- Rob Brydon como Douglas Porter
- Tim Key como Dale

## Recepción
A octubre de 2023, la película tiene un 93% en Rotten Tomatoes, según 54 reseñas con una calificación promedio de 7.2/10. El consenso crítico del sitio dice: "Days of the Bagnold Summer se basa en actuaciones completas de sus protagonistas para completar los contornos familiares de su historia sobre la mayoría de edad con humor suave y tierna percepción".